# Піраміда Усеркафа
29°52′24.7″ пн. ш. 31°13′7.5″ сх. д. / 29.873528° пн. ш. 31.218750° сх. д.
Піраміда Усеркафа — піраміда першого фараона V династії. Розташована у Саккарі на північний схід від погребального комплексу Джосера. Вперше її описав і дослідив Джон Ше Перрінг 1839 року. 1928 Сесіл Маллебі Фірт висунув припущення, що та піраміда належить Усеркафу. У порівнянні з пірамідами IV династії дана піраміда збереглась дуже погано. Імовірна причина цього в тому, що її було збудовано із застосуванням простіших технологій. Тенденція до спрощення методів будівництва почала спостерігатись ще за Шепсескафа — фараона IV династії, чий поховальний комплекс також розташований у Саккарі.

## Дослідження
Карл Ріхард Лепсіус включив піраміду до свого списку пірамід під номером XXXI та описав її. 1831 року італійський єгиптолог Ораціо Маруччі відкрив вхід до піраміди, що розміщувався на північній стороні піраміди. Єдиний, кому вдалось дослідити й описати поховальні приміщення піраміди був Джон Ше Перрінг, який пройшов усередину піраміди 1839 року тунелями, створеними стародавніми грабіжниками. Він однак не знав кому точно належить піраміда й тому помилково приписав її фараону V династії Джедкарі Ісесі. Після досліджень Перрінга доступ всередину піраміди виявився скоріше неможливим через обвал стінок коридорів. 1928 року Сесіл Фірт зміг з цілковитою упевненістю назвати будівничого піраміди — Усеркафа. Після смерті Фірта 1831 року піраміда залишалась без уваги деякий час, поки її дослідження не відновив 1948 року Жан-Філіпп Лає. Його робота тривала до 1955 року. Лише 1970 Алі ель-Чолі почав подальше комплексне вивчення піраміди.
1991 року в результаті землетрусу вхід до піраміди виявився цілком заблокованим.

## Поховальний комплекс
Усеркаф будував свій поховальний комплекс у безпосередній близькості від піраміди Джосера та зберіг загальне планування споруд, характерне для часів IV династії. В ньому є «вітальний храм» чи «храм долини», сліди якого поки ще не було виявлено через серйозні руйнування церемоніальної дороги, що поєднує комплекс і храм. А також «заупокійний храм», розташований поряд із пірамідою, яка нині вже не має оздоблювальних базальтових плит, так само, як і гранітних блоків, що формували двері храму.
У протилежному боці від «поховального храму», також зовсім поряд із царською пірамідою, розташована південна частина поховального комплексу. Вона містить службові приміщення і сховища з вівтарем і п'ятьма каплицями. Великий двір розташований перед самою пірамідою Усеркафа. Він оточений з трьох сторін колонадою з укладених у стовпи квадратних блоків червоного асуанського граніту. На гранях блоків, що виходять у двір, зазначено ім'я царя. Церемоніальний двір успадкував у своїх великих пропорціях традиції IV династії. У дворі колись розташовувалась величезна гранітна голова Усеркафа. Нині цей пам'ятник стародавнього мистецтва належить до колекції музею Каїра.

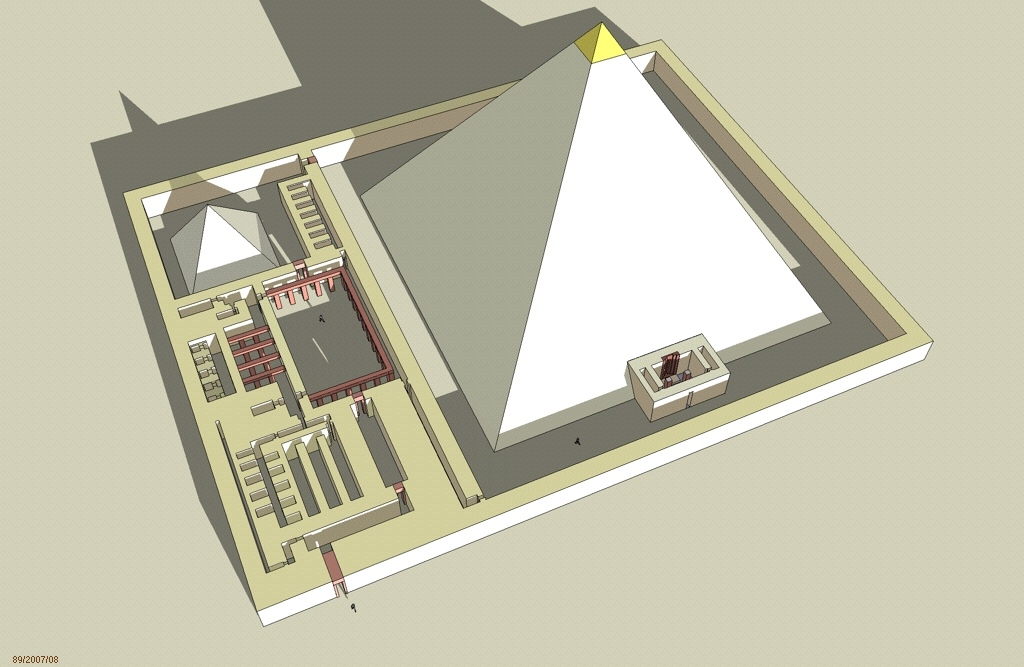
Вид погребального комплексу Усеркафа в Саккарі
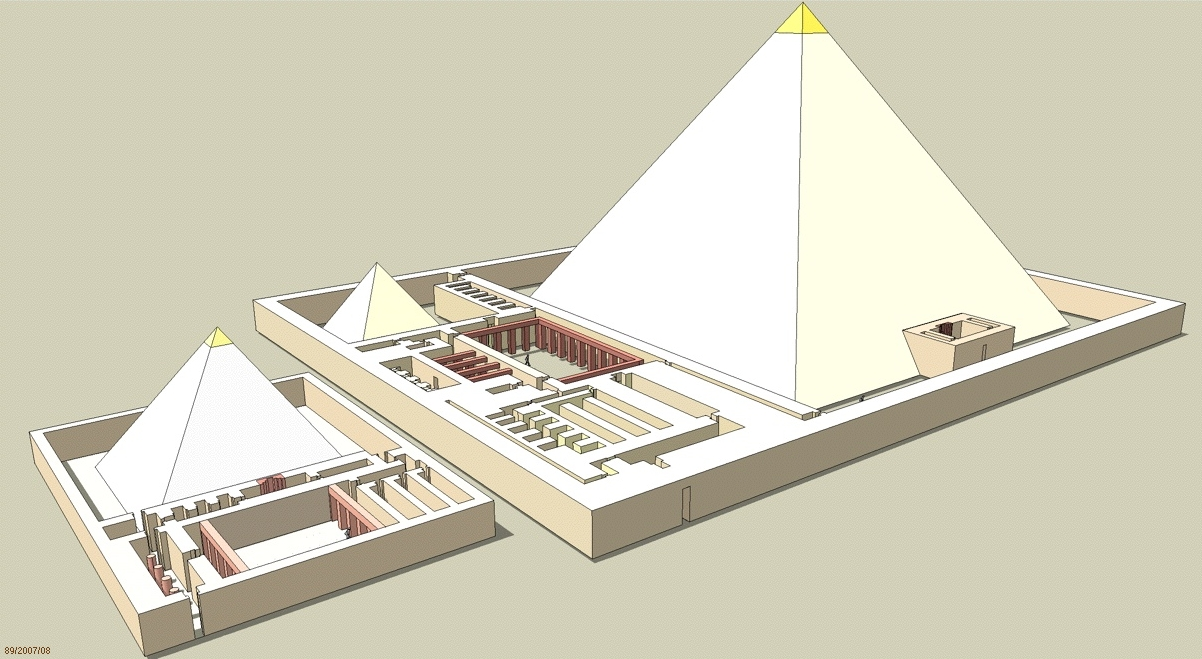
Погребальні комплекси Усеркафа та його дружини Неферхетепес.
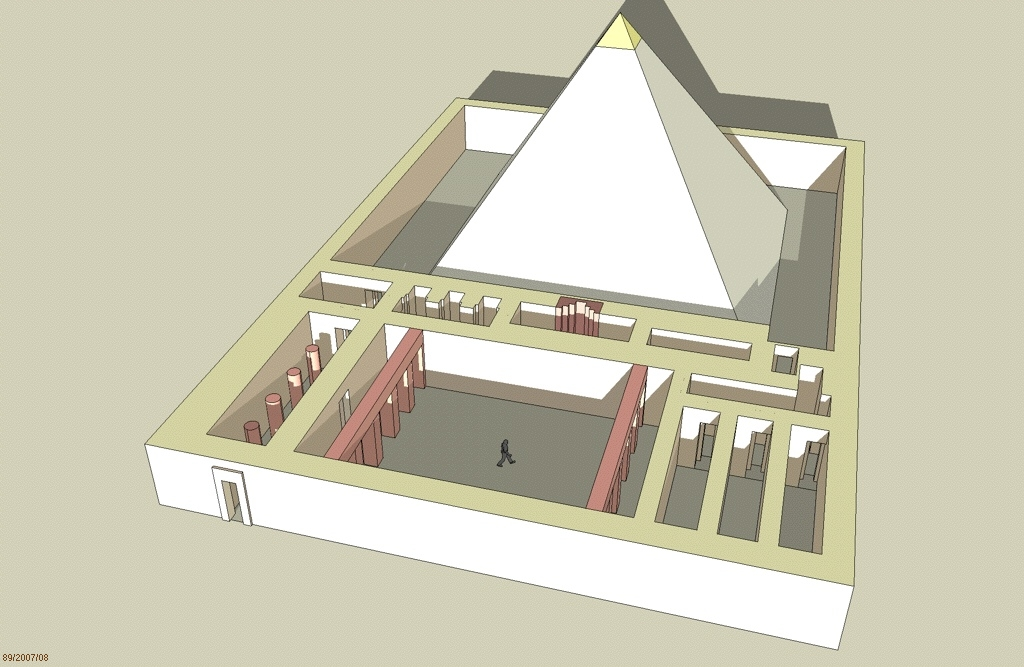
Реконструкція погребального комплексу Неферхетепес.
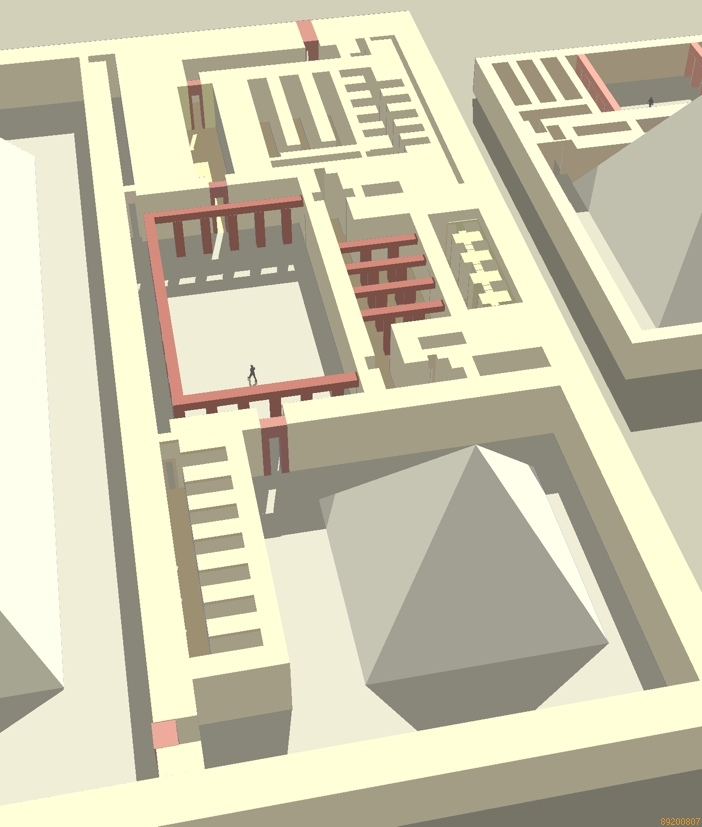
Реконструкція погребального комплексу Усеркафа. Вид на заупокійний храм.

Стіни храму складені з вапнякових блоків та посилені гранітними стовпами. Храми вкривались базальтовим оздобленням, алебастром і частково вапняковою побілкою. Висока якість обробки використаних мінералів під час будівництва та їх розмаїття мало складати сильне враження на всіх, хто бачив споруду. Вже від античності люди гадали, з яких каменоломень можна було привезти всі ті блоки. Численні сліди декоративного прикрашення храму були виявлені в результаті розкопок, що проводились у XX столітті. Нині ці зразки стародавньої творчості виставлені в Каїрському музеї. Всі вони дозволяють визначити, яким чином прикрашались храми й за наступного фараона — Сахури, — наступника Усеркафа, чий поховальний храм розташований в Абусірі. За стародавніми віруваннями, пам'ятники царських поховань прикрашались витончено з зображеннями символічних сцен, які показували, що цар займав середнє місце між богами і людьми.

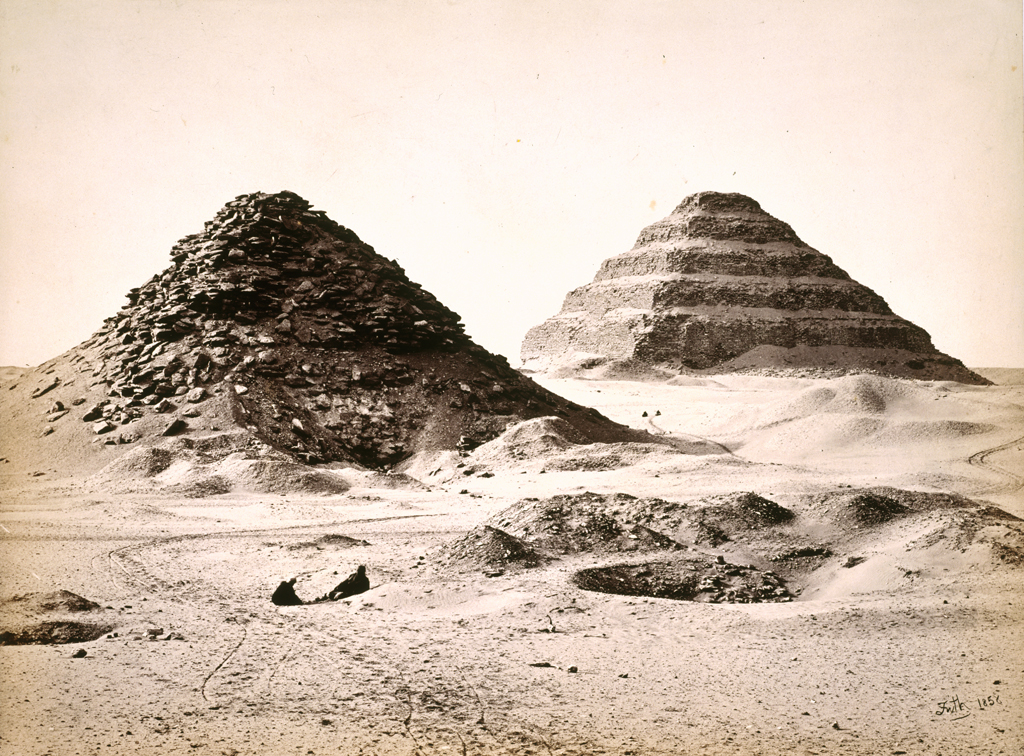
Піраміда Усеркафа в Саккарі, на задньому плані — піраміда Джосера

Єгиптологи неоднаково оцінюють відмінності, які видно при детальному порівнянні давньоєгипетських традицій і розташування поховального комплексу Усеркафа. Достовірно встановлено, що зодчий Усеркафа керувався іншими мотивами. Можливо, на розташування вплинули нерівності місцевості, де було обрано місце для піраміди, а також те, що Усеркаф бажав відобразити становлення нової «сонячної» династії, і храм, таким чином, був розташований так, щоб отримувати максимум денного світла. Усеркаф був першим фараоном, який спорудив сонячний храм не в Геліополісі. Його наступники будували свої сонячні храми в царському некрополі Абу Гораб, оскільки сонячні споруди не були поховальними й архітектурно не підходили Саккарі. Можливо, Усеркаф свідомо подовжив свій поховальний комплекс у північному й південному напрямках, тим самим наслідуючи комплексу Джосера, що також тягнеться з півночі на південь та має зручний вхід з південно-східного боку. Іншою особливістю поховального комплексу є те, що піраміда-супутниця включена до його складу, що попередні правителі IV династії намагались робити на деякому віддаленні від піраміди.
Зрештою, на південь від поховального храму розташована ще одна піраміда, яку приписують Неферхетепес, дочці фараона Джедефри та, ймовірно, дружині Усеркафа. Та маленька піраміда сильно зруйнована часом, північна частина її кладки обсипалась, відкривши внутрішні поховальні кімнати. Однак видно, що поховальна кімната ще має первинну стелю.
Сильна застарілість комплексу Усеркафа заважає проводити наукові дослідження.

## Подальші зміни
За 1000 років після будівництва піраміди, Хаемуасет I — царевич і син фараона Рамзеса II, провів реставраційні роботи. Про це кажуть написи на оздоблювальних каменях.

## Значення
Піраміда Усеркафа дуже сильно відрізняється від IV династії — вона є символом переходу до менш витратного монументального будівництва. Такі піраміди могли вже будуватись досить швидко — за життя фараона. Однак ми бачимо, що такий метод будівництва є менш надійним і довговічним: м'який вапняк з часом почав розсипатись, перетворюючи піраміди на купу уламків.

### Галерея

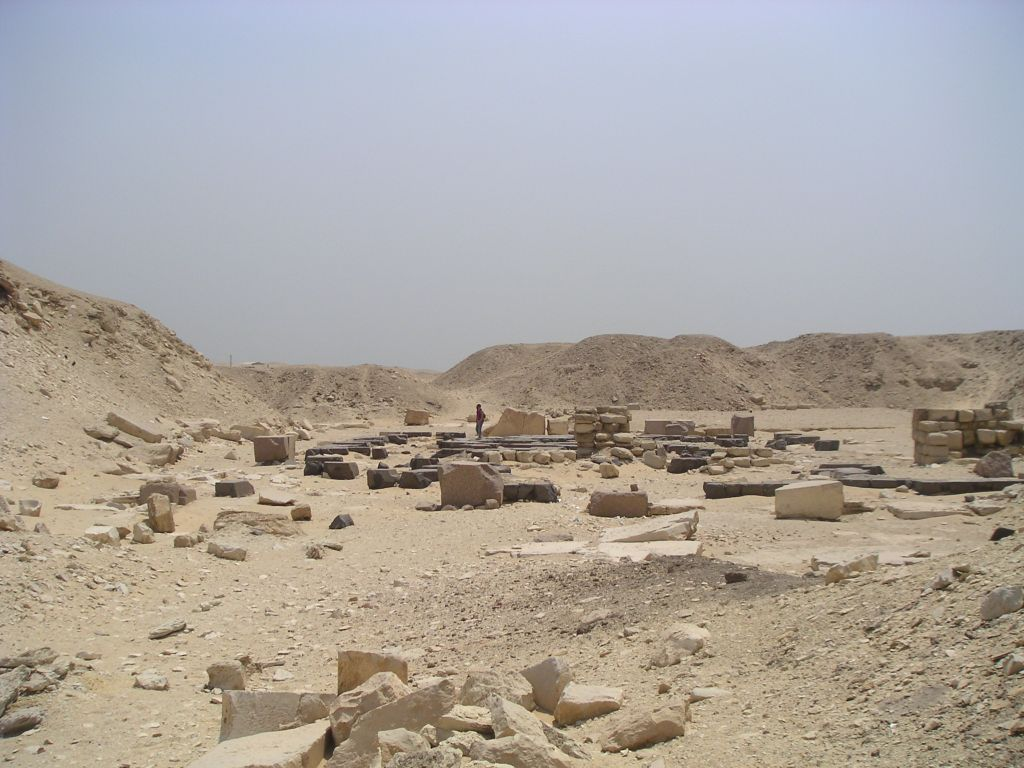
Руїни заупокійного храму
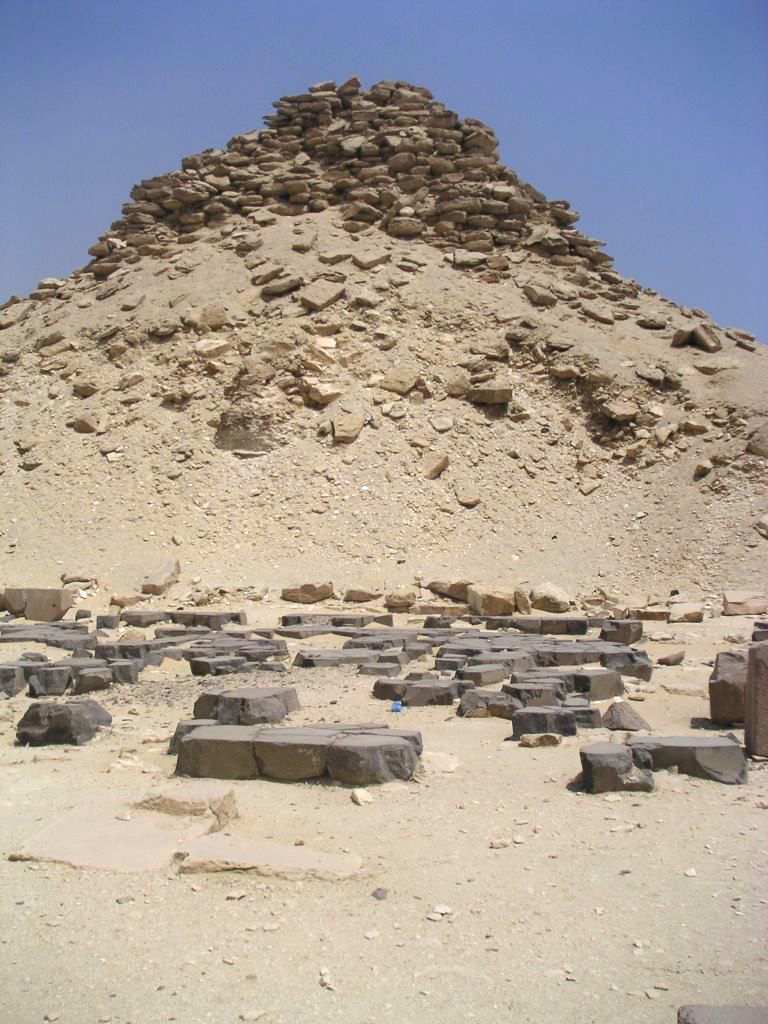
Руїни заупокійного храму й рештки базальтової підлоги
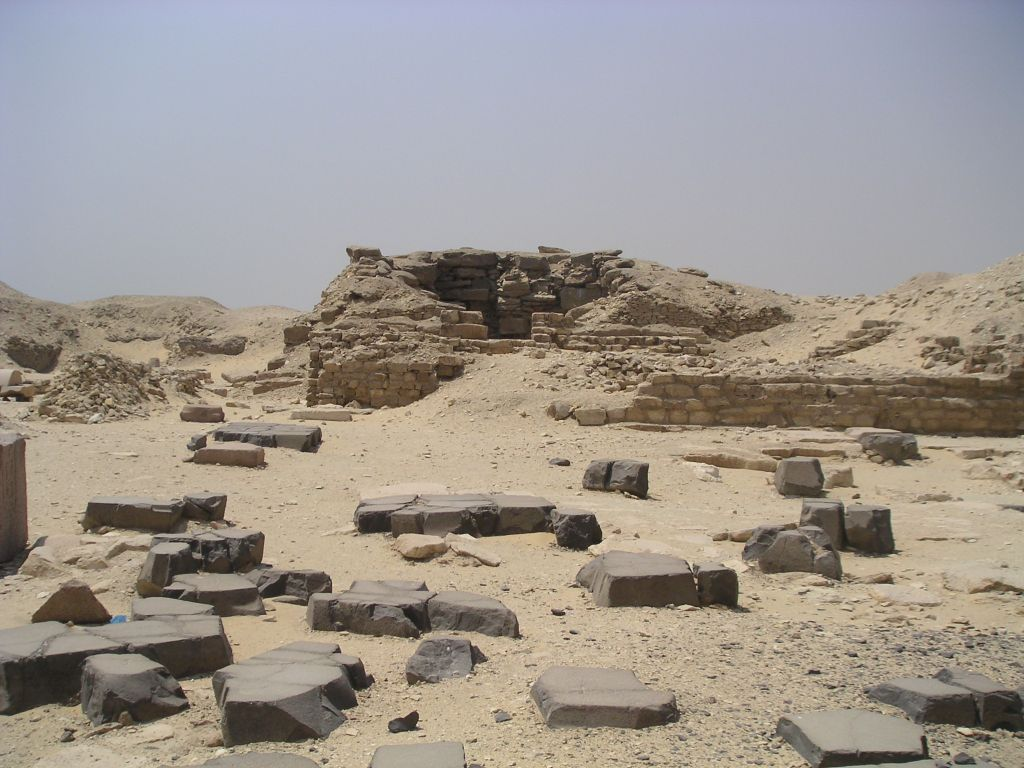
Руїни піраміди Неферхетепес
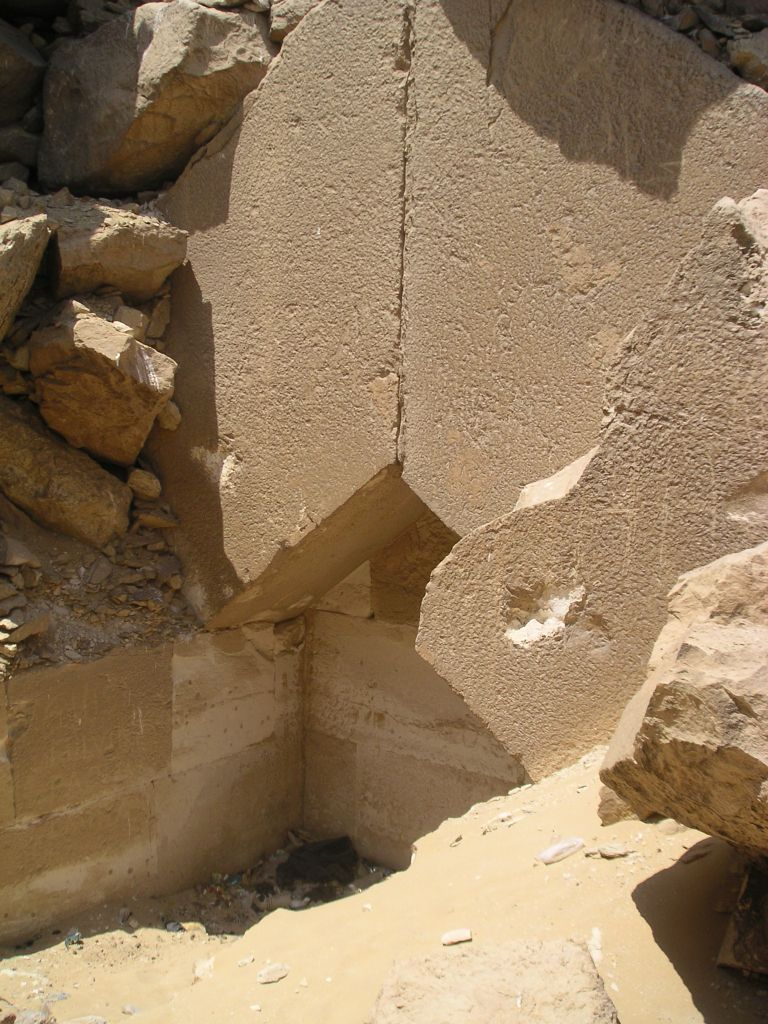
Рештки поховальної кімнати фараона
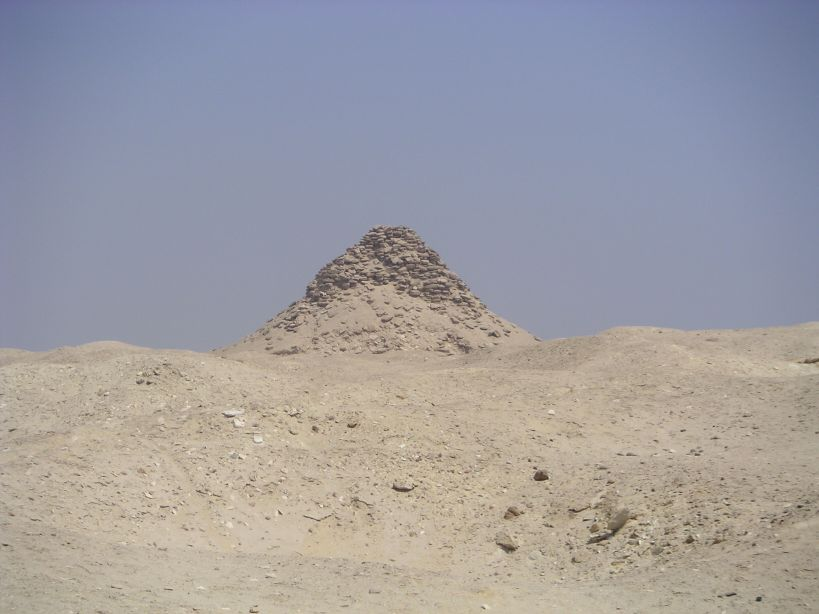
Вид піраміди Усеркафа з пустелі
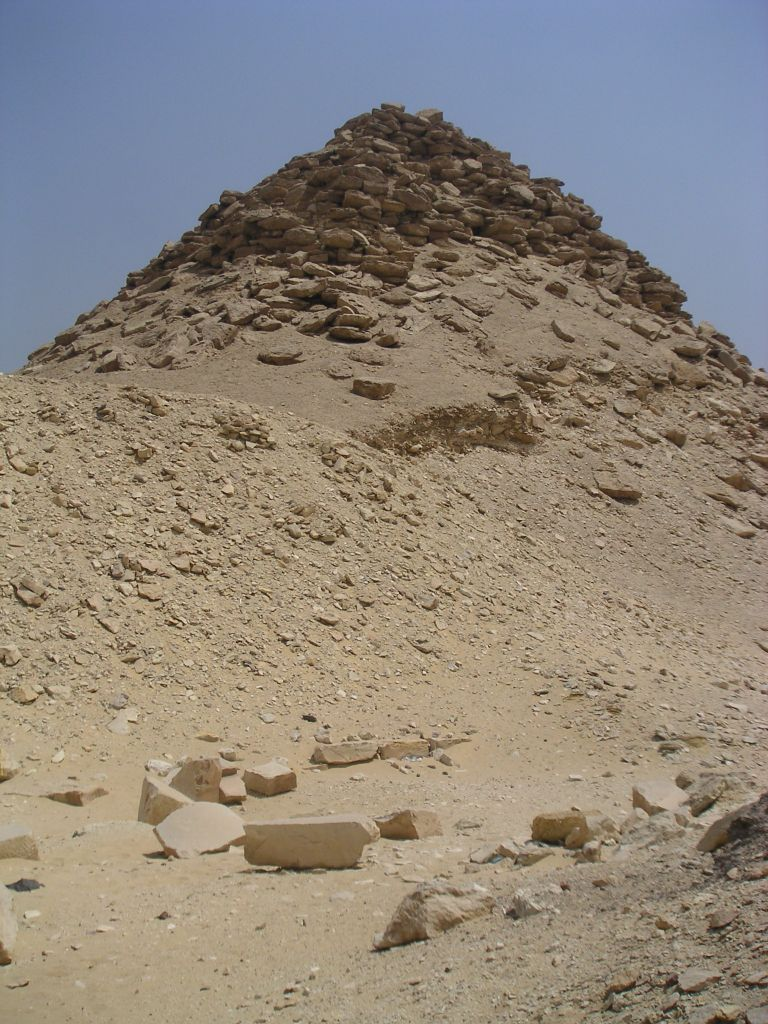
Вид піраміди південно-західного боку